# Hybolasiellus variegatus
Hybolasiellus variegatus là một loài bọ cánh cứng trong họ Cerambycidae.